# Стивенс, Деннис
Деннис Стивенс (англ. Dennis Stevens; 30 ноября 1933 — 20 декабря 2012) — английский футболист, выступавший на позиции нападающего. Известен преимущественно по играм за клуб «Болтон Уондерерс» в Футбольной лиге Англии; также выступал за «Эвертон», «Олдем» и «Транмир Роверс».

## Биография
Уроженец города Дадли (Вест-Мидлендс). Его двоюродным братом был Данкан Эдвардс, игрок «Манчестер Юнайтед» и сборной Англии, который трагически погиб в авиакатастрофе в Мюнхене 6 февраля 1958 года. 18 января, за три недели до трагедии Данкан и Деннис играли друг против друга на «Олд Траффорд» («Манчестер Юнайтед» взял верх со счётом 7:2).
В системе клуба «Болтон Уондерерс» Стивенс появился в возрасте 15 лет, получив статус профессионала в 1950 году, а официально дебютировал за команду в 1953 году. Выступал на позиции инсайд-форварда (полусреднего нападающего). В 1958 году в составе «Болтона» он выиграл Кубок Англии, забив три гола в ходе розыгрыша Кубка Англии — один из этих голов принёс победу «Болтону» в четвертьфинале над «Вулверхэмптоном». Всего он сыграл 310 встреч за «Болтон» во всех турнирах и забил 101 гол. В 1962 году он перешёл в состав «Эвертона» за 35 тысяч фунтов стерлингов, что стало самым дорогим на тот момент трансфером в истории клуба. Причиной трансфера стал уход Бобби Коллинза в «Лидс Юнайтед». В составе команды он отыграл два полных сезона в Футбольной лиге, а в сезоне 1962/1963 выиграл чемпионат Англии и Суперкубок (в сезоне забил 7 раз).
После ухода из «Эвертона» Стивенс выступал за «Олдем Атлетик», куда перешёл за 20 тысяч фунтов, и «Транмир Роверс». О нём отзывались как об игроке с бойцовским характером, который при этом был джентльменом и на поле, и вне поля. После окончания карьеры он стал владельцем магазина мужской одежды в Харвуде.
Скончался 20 декабря 2012 года после продолжительной болезни. Оставил супругу Эйлин и сыновей Гэри и Джулиана.